# Кантопоп
Кантопоп е събирателно название за китайската музика на кантонски език. Понякога терминът е заместван с HK pop (хонгконгски поп).
Категоризира се като поджанр на китайската популярна музика (C-pop). Черпи влияние от китайската традиционна музика, но също така и от западни стилове като джаз, рокендрол и RnB.
Кантопоп песните почти винаги се записват на кантонски език. Той е изключително популярен жанр в цял Китай, а освен това и в целия източен и югоизточен азиатски регион.

## История

### 20-те години на XX век: зараждане в Шанхай
Музика със западно влияние в Китай за първи път се появява през 20-те години на XX век в Шанхай. От Шанхай е и първата поп-звезда в Китай – Джоу Сюан (周璇). През 50-те Китайската комунистическа партия налага възбрани върху влиянието на западната музика в страната и обявява война на модерните западни поп тенденции, смятайки ги за несъвместими със социалистическата нравственост в страната.
Поради тази причина поп-гилдията в Шанхай емигрира във Тайван и Хонконг, поради което едни от първите попизпълнители на хонгконгската музикална сцена са именно от Шанхай.

### 60-те години на XX век: културна приемственост
До 60-те музиката в Хонгконг все още е доминирана от традиционни жанрове и стилове като народна музика и кантонска опера.
Тан Ки-Чан (邓 寄 尘), Ченг Куан-Мин (郑君 绵), и Там Пинг-Ман (谭炳文) са сред първите в Хонгконг, които записват музика с модерно поп звучене. В този период кантопопът още не успявал да се наложи над смятаните за авторитетни по това време западни изпълнители като Елвис Пресли и Бийтълс. Кони Чан По-чу е един от първите изпълнители в Хонгконг, които печелят по-голяма популярност.

### 70-те години на XX век: разцвет на телевизията и съвременната индустрия
В този период местните изпълнители се стремят да подражават на американски и британски банди. Почти по едно и също време се появяват две течения в кантопопа – едното представлява музика с по-традиционен и мелодичен привкус, докато другото е насочено повече към западния стил в пеенето. Една от най-известните певици в този период (а също тка и в кантопопа изобщо) е Паула Цуй.
През 70-те стават популярни много песни, създадени като тематични към телевизионни сериали. През 1971 г. Сандра Уанг, която допреди това не пяла в поп жанра става една от изпълнителките, изпяла една от първите популярни телевизионни песни.
В ерата на 70-те изгряват и много други значителни изпълнители като Самуел Хуй, което е определян като „Бог на песента“ и Роман Там, наричан „дядото на Кантопопа“.

### 80-те години на XX век: в началото на златната ера
В тази ера, определяна за „златната ера в кантопопа“, музиката на кантонски се издига до легендарни висоти. Изпълнители, композитори и текстописци работят заедно в хармония. По това време се появяват легендарни имена като Лесли Чън (наричан „един от съоснователите на кантопопа“), Анита Мей, Алън Там и Сали Йе, Присила Чан и Дани Чан. Индустрията използва кантопоп песни в телевизионни сериали и филми и по това време се появява един от най-известните саундтракове – темата от филма „По-доброто бъдеще“ с Лесли Чън. Песента се изпълнява от Лесли Чън.
През 80-те се наблюдава небивало разрастване на хонгконгската музикална индустрия и печалбите на продецунстки и звукозаписни компани достигат своя връх. Поради големия успех на кантопоп жанра някои от най-видните певци, пеещи на мандарин, като Тереза Тън, също минават в кантонския жанр. Мощната музикална индустрия на острова привлича музиканти и от други части на страната.
Развитието на звукозаписните технологи също допринася за разцветът на кантонската музикална индустрия.

### 90-те години на XX век: епохата на четиримата крале
След спадането на популярността на изпълнителите от златната ера Лесли Чън, Алан Там, Анита Муй, а също така на видни композитори като Джоузеф Куу, започва нов период от развитието на кантопопа. Периодът е наричан „Ера на четиримата крале“. Причината е доминиращата роля в музикалните среди на 4 влиятелни изпълнители – Анди Лау, Джеки Чън, Арън Куок и Леон Лай. Много от изпълнителите от златната ера емигрират в чужбина.
Някои от изпълнителите в този период са звезди и по време на златната ера, други пробиват изключително и в мандопопа, като например четирите небесни краля и Фей Уонг.

### След 2000
В края на XX век кантонският поп все още доминира музиката в Китай. Този период е белязан и от бурното приключване на 2 легендарни кариери – тази на Лесли Чън, който се самоубива и на Анита Мей, която почива от рак. Тези събития разтърсват из основи музикалната индустрия.
И през новия век кантопопът запазва своята популярност, но на фона на по-силната конкуренция от страна на мандопопа. Поради тази причина много от изпълнителите на Кантопоп започват да пеят и на мандарин, за да увеличат своите фенове. Днес едни от най-популярните изпълнители на мандарин са именно от Хонгконг.

## Характеристики

### Инструменти и лирика
В началото в кантопопа се запазва влиянито на традиционните китайски инструменти като Ерху, като те се съчетават със западни елементи.
В по-късния период обаче влиянието на традициите отстъпва място на модерното звучене.
Езикът, на който се пише кантопопът – кантонски, е тонален език, което означава, че значението на думите се определя от интензитета на сричката. За да има разбираемост на текстовете, кантонските текстописци трябва да нагаждат текста към музиката, за да се запазват тоновете на сричките. В кантонския език има 12 тона. Това създава известна трудност за музикантите, които трябва да се вместят в рамките на тоновете и същевременно да се стремят да създават смислени и конкурентни кмпозиции.

## Музикални компании
Доминиращи международни компании са Polygram, BMG, EMI и др., а успешни местни звукозаписни компании са Crown Records(娛樂唱片), Wing Hang Records (永恆), Manchi Records (文志).

## Големи награди
| Award                         | Year started | Origin    |
| ----------------------------- | ------------ | --------- |
| IFPI Gold Disc Presentation   | 1977         | Hong Kong |
| RTHK Top 10 Gold Songs Awards | 1978         | Hong Kong |
| Jade Solid Gold Top 10 Awards | 1983         | Hong Kong |
| CASH Golden Sail Awards       | 1987         | Hong Kong |
| Ultimate Songs Awards         | 1988         | Hong Kong |
| Metro Hit Music Awards        | 1994         | Hong Kong |

## Радио станции
| Station                  | Location         | Frequencies and Platform                                                                               |
| ------------------------ | ---------------- | --- |
| CRHK Radio 2             | Hong Kong        | 90.3 FM                                                                                                |
| RTHK Radio 2             | Hong Kong        | 94.8 FM, 95.3 FM, 95.6 FM, 96.0 FM, 96.3 FM, 96.4 FM, 96.9 FM, and Internet live streaming (channel 2) |
| Chinese Radio New York   | New York         | 1480AM                                                                                                 |
| WNWR                     | Philadelphia     | when it is not doing the news and talkshows                                                            |
| KEST                     | San Francisco    | 1450 AM                                                                                                |
| KMRB                     | Los Angeles      | 1430 AM                                                                                                |
| KVTO                     | San Francisco    | 1400 AM                                                                                                |
| CHMB                     | Vancouver        | 1320 AM                                                                                                |
| Fairchild Radio          | Vancouver        | 1470 AM, 96.1 FM                                                                                       |
| Fairchild Radio          | Toronto          | 1430 AM, 88.9 FM                                                                                       |
| Fairchild Radio          | Calgary          | 94.7 FM                                                                                                |
| Music FM Radio Guangdong | Guangdong        | 93.9 FM, 99.3 FM and internet stream media                                                             |
| SYN FM                   | Melbourne        | 90.7 FM – Cantopop show as part of Asian Pop Night.                                                    |
| 2AC 澳洲華人電台         | Sydney           | (proprietary receivers)                                                                                |
| 2CR                      | Sydney Melbourne | (proprietary receivers)                                                                                |